# Glicerol dehidrogenaza (akceptor)
Glicerol dehidrogenaza (akceptor) (EC 1.1.99.22, glicerol:(akceptor) 1-oksidoreduktaza) je enzim sa sistematskim imenom glicerol:akceptor 1-oksidoreduktaza. Ovaj enzim katalizuje sledeću hemijsku reakciju:
glicerol + akceptor {\displaystyle \rightleftharpoons } gliceron + redukovani akceptor
Ovaj enzim je hinoprotein. On takođe deluje, mada sporo, na brojene druge poliole uklučujući D-sorbitol, D-arabitol, meso-eritritol, adonitol i propilen glikol.

## Literatura
- Nicholas C. Price; Lewis Stevens (1999). Fundamentals of Enzymology: The Cell and Molecular Biology of Catalytic Proteins (Third изд.). USA: Oxford University Press. ISBN 019850229X.
- Eric J. Toone (2006). Advances in Enzymology and Related Areas of Molecular Biology, Protein Evolution (Volume 75 изд.). Wiley-Interscience. ISBN 0471205036.
- Branden C; Tooze J. Introduction to Protein Structure. New York, NY: Garland Publishing. ISBN 0-8153-2305-0.
- Irwin H. Segel. Enzyme Kinetics: Behavior and Analysis of Rapid Equilibrium and Steady-State Enzyme Systems (Book 44 изд.). Wiley Classics Library. ISBN 0471303097.

## Spoljašnje veze
- Glycerol+dehydrogenase+(acceptor) на 